# 勞倫大陸

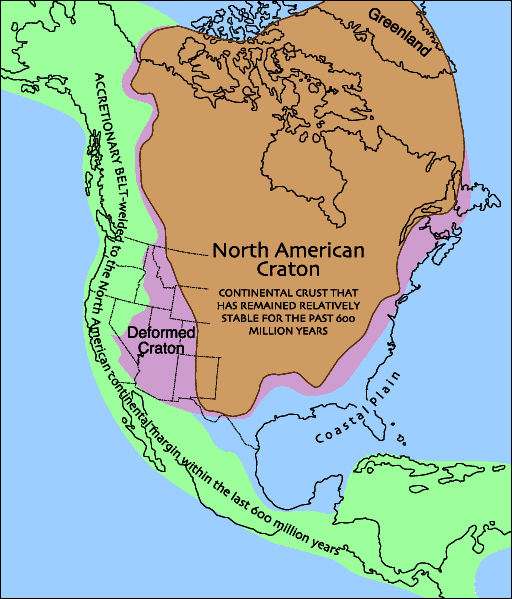
勞倫大陸（北美克拉通）

勞倫大陸（Laurentia，又稱為北美克拉通，North American craton）是地球历史上太古宙时期，约20亿年前由北美洲、格陵兰和西伯利亚东部的克拉通和地体组成。
在勞倫大陸上发现的最老的岩石是在加拿大地盾上发现的40亿年老的片麻岩。约19.1亿年前凯诺兰大陆分裂导致了勞倫大陸的形成。这个过程也造成了今天加拿大西北地区大奴湖的形成。勞倫大陸在此后的11亿年里与南部的冈瓦那大陆和亚洲克拉通一起组成羅迪尼亞大陸。
约八亿年前勞倫大陸又从当时位于地球南极的罗迪尼亚分裂，在埃迪卡拉纪中缓慢向北移动。在寒武纪和奥陶纪中，即5.42至4.44亿年前，它位于赤道附近，与阿瓦隆尼亞大陸和波羅地大陸一起组成巨神海中的一组岛屿。

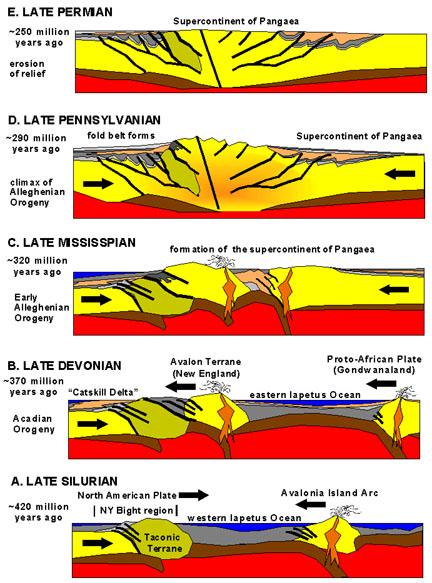
阿巴拉契亚山脉的形成

约4.4亿年前在志留紀早期勞倫大陸东侧的巨神海开始变宽。它的板块在勞倫大陸的东岸隱沒，抬高大陆地壳，造成火山爆发。在勞倫大陸上形成了阿巴拉契亚山脉。与此同时在大洋的另一边阿瓦隆尼亞大陸与波羅地大陸联合。巨神海的沉积岩今天可以在大洋两边的山脉中看到。
约四亿年前，在泥盆纪初期，各大陆组成了歐美大陸，巨神海成为瑞亞克洋的一个海湾。阿巴拉契亚山脉继续升高。
约三亿年前欧美大陆与其它的亚洲大陆和冈瓦那大陆在中生代的泛大洋和特提斯洋之间形成了最后一个超大陆盤古大陸。